# Tae Satoya
Tae Satoya (jap. 里谷多英, Satoya Tae; * 12. Juni 1976 in Sapporo) ist eine ehemalige japanische Freestyle-Skierin. Sie startete in den Buckelpisten-Disziplinen Moguls und Dual Moguls.

## Werdegang
Satoya debütierte im Februar 1992 in Inawashiro im Weltcup und belegte dabei den 16. Platz im Moguls. Bei den Olympischen Winterspielen im Februar 1994 in Lillehammer errang sie den 11. Platz. Im folgenden Monat wurde sie in Laajavuori Juniorenweltmeisterin im Moguls. Im Januar 1995 erreichte sie in Blackcomb mit dem zehnten Platz im Moguls ihre erste Top-Zehn-Platzierung im Weltcup. Bei den Freestyle-Skiing-Weltmeisterschaften 1995 in La Clusaz fuhr sie auf den 12. Platz. Nachdem sie zu Beginn der Saison 1995/96 bei den Juniorenweltmeisterschaften in Mount Buller Gold gewonnen hatte, erreichte sie mit fünf Top-Zehn-Platzierungen, darunter mit Platz drei im Dual Moguls in Hundfjället, den 16. Platz im Moguls-Weltcup und den achten Rang im Dual-Moguls-Weltcup. In der folgenden Saison kam sie bei 14 Weltcupstarts, neunmal unter die ersten Zehn und belegte damit den 19. Platz im Gesamtweltcup, den neunten Rang im Dual-Moguls-Weltcup und den siebten Platz im Moguls-Weltcup. Beim Saisonhöhepunkt, den Freestyle-Skiing-Weltmeisterschaften 1997 im Iizuna Kōgen Sukī-jō, errang sie den 15. Platz. In der Saison 1997/98, die sie auf dem zehnten Platz im Moguls-Weltcup beendete, holte sie im Moguls-Wettbewerb in Hundfjället ihren ersten Weltcupsieg. Ihren größten Erfolg hatte sie bei den Olympischen Winterspielen 1998 in Nagano. Dort wurde sie Olympiasiegerin im Moguls.
In der Saison 1998/99 holte Satoya im Moguls in Inawashiro ihren zweiten Weltcupsieg. Zudem kam sie weitere dreimal unter die ersten Zehn, darunter Platz drei in Madarao und erreichte damit den neunten Platz im Gesamtweltcup und den vierten Rang im Moguls-Weltcup. Dies waren ihren besten Gesamtplatzierungen im Weltcup. In der folgenden Saison errang sie den 11. Platz im Dual-Moguls-Weltcup und den achten Platz im Moguls-Weltcup und in der Saison 2000/01 den 11. Platz im Moguls-Weltcup. Bei den Freestyle-Skiing-Weltmeisterschaften 2001 in Whistler wurde sie Zehnte im Moguls und Siebte im Dual Moguls. In der Saison 2001/02 kam sie bei 12 Weltcupteilnahmen, achtmal unter die ersten Zehn, darunter Platz zwei im Moguls-Wettbewerb in Ruka und erreichte damit den 12. Platz im Dual-Moguls-Weltcup, den 11. Rang im Gesamtweltcup und den siebten Platz im Moguls-Weltcup. Beim Saisonhöhepunkt, den Olympischen Winterspielen 2002 in Salt Lake City, gewann sie die Bronzemedaille im Moguls. Im folgenden Jahr belegte sie bei den Weltmeisterschaften im Deer Valley Resort den 14. Platz im Moguls und den sechsten Rang im Dual Moguls. In der Saison 2004/05 errang sie im Moguls in Inawashiro mit dem zweiten Platz ihre letzte Podestplatzierung im Weltcup und zum Saisonende den 13. Platz im Moguls-Weltcup.
Im Jahr 2005 wurde Satoya nach einer Schlägerei in einen Nachtklub in Tokio, die sie angeblich begonnen hatte, verhaftet. Dies führte dazu, dass sie Sponsoren verlor und kurzzeitig für die Nationalmannschaft gesperrt wurde. Daraufhin konnte sie in den folgenden Jahren im Weltcup die guten Platzierungen aus dem Vorjahren nicht mehr wiederholen. Bei den Olympischen Winterspielen 2006 in Turin fuhr sie auf den 15. Platz im Moguls. Im März 2008 wurde sie in Sapporo japanische Meisterin im Moguls. Bei den Freestyle-Skiing-Weltmeisterschaften 2009 in Inawashiro kam sie auf den neunten Platz im Moguls und auf den vierten Rang im Dual Moguls und bei den Olympischen Winterspielen 2010 in Vancouver auf den 19. Platz im Moguls. Bei den Winter-Asienspielen 2011 in Almaty wurde sie im Moguls und im Dual Moguls jeweils Vierte. Ihre letzten Weltcups absolvierte sie im Februar 2012 im Naeba Ski Resort, die sie auf dem 26. Platz im Moguls und auf den 25. Rang im Dual-Moguls beendete.

## Teilnahmen an Weltmeisterschaften und Olympischen Winterspielen

### Olympische Spiele
- 1994 Lillehammer: 11. Platz Moguls
- 1998 Nagano: 1. Platz Moguls
- 2002 Salt Lake City: 3. Platz Moguls
- 2006 Turin: 15. Platz Moguls
- 2010 Vancouver: 19. Platz Moguls

### Weltmeisterschaften
- 1995 La Clusaz: 12. Platz Moguls
- 1997 Iizuna Kōgen: 15. Platz Moguls
- 2001 Whistler: 7. Platz Dual Moguls, 10. Platz Moguls
- 2003 Deer Valley: 6. Platz Dual Moguls, 14. Platz Moguls
- 2009 Inawashiro: 4. Platz Dual Moguls, 9. Platz Moguls

## Weltcupsiege
Satoya erreichte sieben Podestplätze, davon zwei Siege:
| Nr. | Datum            | Ort         |
| --- | ---------------- | ----------- |
| 1.  | 9. März 1998     | Hundfjället |
| 2.  | 17. Februar 1999 | Inawashiro  |

## Weltcup-Gesamtplatzierungen
| Saison    | Gesamt | Gesamt | Moguls | Moguls | Dual Moguls | Dual Moguls |
| Saison    | Punkte | Platz  | Punkte | Platz  | Punkte      | Platz       |
| --------- | ------ | ------ | ------ | ------ | ----------- | ----------- |
| 1992/93   | –      | –      | 4      | 49.    | –           | –           |
| 1993/94   | 6      | 91.    | 44     | 41.    | –           | –           |
| 1994/95   | 28     | 59.    | 196    | 24.    | –           | –           |
| 1995/96   | 52     | 45.    | 420    | 16.    | 128         | 8.          |
| 1996/97   | 82     | 19.    | 408    | 7.     | 264         | 9.          |
| 1997/98   | 70     | 26.    | 420    | 10.    | 44          | 23.         |
| 1998/99   | 84     | 9.     | 336    | 4.     | 44          | 22.         |
| 1999/2000 | 71     | 16.    | 356    | 8.     | 152         | 11.         |
| 2000/01   | 70     | 22.    | 352    | 11.    | –           | –           |
| 2001/02   | 79     | 11.    | 472    | 7.     | 120         | 12.         |
| 2002/03   | 60     | 33.    | 420    | 14.    | 120         | 14.         |
| 2003/04   | –      | –      | –      | –      | –           | –           |
| 2004/05   | 23     | 35.    | 252    | 13.    | –           | –           |
| 2005/06   | 4      | 106.   | 45     | 32.    | –           | –           |
| 2006/07   | –      | –      | –      | –      | –           | –           |
| 2007/08   | 2      | 127.   | 18     | 35.    | –           | –           |
| 2008/09   | 2      | 129.   | 22     | 36.    | –           | –           |
| 2009/10   | 5      | 95.    | 51     | 30.    | –           | –           |
| 2010/11   | 7      | 79.    | 77     | 25.    | –           | –           |
| 2011/12   | 3      | 136.   | 39     | 31.    | –           | –           |